# 薩長土肥
薩長土肥是推進明治維新和供給明治政府主要官職人材的薩摩藩、長州藩、土佐藩、肥前藩4藩之總稱，幕末期被稱作「雄藩」。主要人物被稱作「元勳」、「明治之元勳」、「維新之元勳」。
萨长土是在幕末时期倒幕志士们的交流，以及萨长同盟、萨土同盟的合作关系中形成的。特别地，萨长在全国诸藩中最早地进行了改革，也是最早地应对了由不平等条约引起的开国以及在幕末时期的时代变化，因此在这里，倒幕运动中的主要人物人才辈出。另外，戊辰战争以后，对倒幕运动不热心的「雄藩」肥前国也加入其中，并与萨长土一共为明治政府供给了大量人才。
因此，薩長土肥一時期幾乎獨佔明治政府的上級官職，因此被揶揄為藩閥政治。

## 關連項目
- 薩長（日语：薩長）、薩長土（日语：薩長土）
- 薩長同盟
- 元勳（日语：元勲）
- 元老